# 프로틸로푸스
프로틸로푸스(학명: Protylopus)는 현재는 절멸한 고신생기 에오세 북아메리카 등지에서 출현한 낙타의 조상뻘 되는 생물으로, 지금껏 존재했던 낙타 중에서 가장 오래됐으며, 또한 낙타 가운데 최소종이었다. 몸길이는 약 80cm, 몸무게는 약 26kg이었던 것으로 추정된다.